# Paranoid Android
«Paranoid Android» — песня английской альтернативной рок-группы Radiohead, выпущенная в качестве ведущего сингла из их третьего студийного альбома OK Computer 26 мая 1997 года. Текст был написан вокалистом группы Томом Йорком после неприятного случая в одном из баров Лос-Анджелеса. Песня длится шесть минут и содержит четыре секции. Название взято у робота Марвина из фантастического сериала «Автостопом по Галактике».
Песня «Paranoid Android» заняла третье место в британском чарте синглов, что на сегодняшний день является самой высокой позицией Radiohead в Великобритании. Она получил признание критиков, сравнивших трек с песнями «Happiness Is a Warm Gun» The Beatles и «Bohemian Rhapsody» Queen. Композиция регулярно появлялась в списках лучших песен всех времен, включая соответствующие списки журналов New Musical Express и Rolling Stone.
Анимационный видеоклип на «Paranoid Android», снятый Магнусом Карлссоном, активно транслировался на MTV, хотя в США сеть подвергала цензуре фрагменты, содержащие наготу. В 1998 году на церемонии вручения наград Brit Awards песня была номинирована на лучший британский сингл. На трек было сделано несколько каверов от исполнителей самых разных жанров. «Paranoid Android» был включен в сборник лучших хитов Radiohead 2008 года.

## История создания
Как и многие другие треки из альбома OK Computer, песня «Paranoid Android» была записана в дворце Святой Екатерины, особняке XV века вблизи деревни Святой Екатерины, недалеко от Бата, Сомерсет. Композицию спродюсировал Найджел Годрич.
По словам Тома Йорка, идея создания песни на основе неоконченных композиций трёх разных участников группы возникла под влиянием альбома Abbey Road The Beatles (точнее его второй стороны, более чем наполовину состоящей из нескольких коротких песен, позднее объединённых в единое попурри), и, в частности, «Happiness Is a Warm Gun». При написании трека Radiohead оглядывались на «Bohemian Rhapsody» Queen и творчество группы Pixies.
Первая версия композиции длилась более четырнадцати минут и включала в себя длинную органную партию в исполнении Джонни Гринвуда. Гитарист Эд О'Брайен сказал: «Мы мочились во время игры. Мы включали глокеншпиль, и это было бы очень, очень смешно». Вокалист Том Йорк саркастически назвал эту версию «кавером Pink Floyd». Позже Гринвуд сказал, что органное соло «трудно слушать, не держась за диван для поддержки». Годрич сказал: «На самом деле ничего не произошло с финалом. Он просто шёл и шёл, стал слишком похож на Deep Purple и завершился». Ранняя расширенная версия была включена в сборник MiniDiscs (Hacked).
Вдохновляясь альбомом The Beatles Magical Mystery Tour, группа решила сократить композицию до шести с половиной минут, а органная партия заменилась на гитарную. Концовка была записана Йорком на диктофон; в ней он выкрикивает некий набор слов. Годрич смонтировал воедино все части на пленку, заявляя: «Это очень тяжело объяснить, но всё шло на двадцати четырёх дорожках… Я был очень доволен собой, а группе сказал: „Ребят, вы понятия не имеете, что я только что сделал“. Это было довольно умно».
Название песни «Paranoid Android» произошло от робота-параноика Марвина, персонажа франшизы «Автостопом по галактике». Йорк говорил, что название было шуткой: «Это было вроде: „О, я в такой депрессии“. И я подумал — это здорово. Таким люди хотели бы, чтобы я был… В остальном песня вообще не личного характера».

## Композиция
Песня «Paranoid Android» была описана в жанрах альтернативный рок, арт-рок, прогрессивный рок и нео-прог. Трек содержит четыре отдельные секции, каждая из которых четырехтактная и сыгранная в стандартном строе. Вступление композиции исполняется в тональности соль минор с темпом 82 удара в минуту и начинается с акустической гитары, сопровождаемой идиофоном; затем вступает электрогитара и вокал Йорка. Вокальные партии охватывает третью октаву. В последней последовательности аккордов первой секции используется аккорд до дорийского и миксолидийского лада.
Следующая секция начинается на второй минуте композиции и исполняется в тональности ля минор. Хотя вторая часть сохраняет темп первой, ритмически она отличается. В конце секции Джонни Гринвуд играет гитарное соло, идущее с 2:43 по 3:33. Третья часть написана Гринвудом и содержит темп 62 удара в минуту. Гармонии образуют цикл последовательностей аккордов, напоминающую стиль барокко, а тональность варьируется между до минор и ре минор. Секция содержит многодорожечную хоровую вокальную аранжировку. Четвертая и последняя часть, начинающееся в 5:35, является краткой инструментальной репризой второй секции, служащую кодой. После второго соло вводится краткий гитарный рифф, который, по словам Джонни Гринвуда, «был него в голове какое-то время, и песня нуждалась в определенной проработке. В мелодии была правильная тональность и правильная скорость, потому она идеально вписалась [в песню]». Гитарный тон Гринвуда во время соло был достигнут путём игры через педаль с эффектом Мутатор. Ровно как и вторая часть, песня заканчивается с коротким хроматически нисходящим гитарным мотивом.
Марк Кемп из Rolling Stone сравнил стиль песни со стилем рок-группы Queen, в то время как другие критики, в том числе Дэвид Браун из Entertainment Weekly, Джон Ласк из BBC и Саймон Уильямс из NME, писали о ее сходстве с песней «Bohemian Rhapsody» тех группы Queen.
Текст «Paranoid Android» состоит из разных по настроению частей, написанных Йорком будучи в различных состояниях разума.

## Музыкальный видеоклип
Том Йорк рассказывал, что многие люди желали увидеть музыкальное видео на «Paranoid Android» в «угрюмом, чёрном и мрачноватом» стиле, подобном клипу на сингл «Street Spirit (Fade Out)» из их второго студийного альбома The Bends. Radiohead, однако, представляли себе видео развлекательным и «больным». Йорк сказал: «Нам было действительно весело работать над этой песней, так что видео должно вас рассмешить».
Radiohead поручили иллюстрировать «Paranoid Android» шведскому аниматору Магнусу Карлссону. Участники группы были поклонниками его мультсериала «Робин». Джонни Гринвуд описал Робина как «нежного» и «ранимого», Йорк сказал, что тоже нашёл Робина «довольно ранимым персонажем», но отметил, что «он также яростно циничен и довольно жесток, и в любом случае он встанет на ноги». Изначально Карлссон хотел заняться клипом на песню Radiohead «No Surprises» из OK Computer, и не был уверен, как подойти к «Paranoid Android». Чтобы придумать видео, он заперся в своем кабинете более чем на 12 часов, чтобы смотреть в окно, слушать песню на повторе и набрасывать визуальные идеи. По словам Йорка, группа не отправляла Магнусу текст песни, поскольку не хотела, чтобы видео было слишком буквальным. Концепция клипа была основана исключительно на звучании песни.

### Содержание
Как и весь сериал «Робин», клип на «Paranoid Android» выполнен в упрощённом стиле, подчёркивающем яркие цвета и чёткие, выразительные линии. В нём Робин и его друг Бенджамин отправляются в путешествие по миру, натыкаются на несчастных представителей ЕС, задирают посетителей пабов и встречают проститутку, целующихся кожевников, наркомана, невменяемых бизнесменов и русалок.
Группа появляется в эпизодической роли в баре, где они пьют, наблюдая, как мужчина с головой, торчащей из живота, танцует на их столе. Однако среди участников группы с лёгкостью распознаются лишь Йорк и Джонни Гринвуд; О'Брайен сказал: «Если вы сделаете стоп-кадр на видео, то увидите парня с пятью прядями волос, зачесанными назад, это Колин [Гринвуд]. Это совсем на него не похоже». Колин Гринвуд сказал, что музыканты «никак не могли появиться в видео, ведь иначе было бы сильно похоже на Spinal Tap [пародийную рок-группу, подражающую стилю британских хэви-метал-коллективов]», и что наличие нарисованных персонажей, не похожих на участников группы, позволило видео быть «закрученным и красочным, каковой песня итак является».

### Восприятие
Йорк остался доволен видео, сказав, что оно «действительно о насилии вокруг [Робина], что в точности соответствует песне. Не такое специфическое насилие, как в тексте песни, но всё, что происходит вокруг него, вызывает глубокую тревогу и насилие; в итоге он просто напивается до беспамятства. Он есть, но его там нет. Вот почему это работает. И вот почему у меня кружится голова каждый раз, когда я это вижу».
В то время как сингл не привлёк внимание на радио в США, MTV активно ротировал его видео. Наиболее популярная тогда версия была отредактированной — из клипа вырезали обнажённую грудь русалок. Колин Гринвуд сказал: «Мы бы поняли, если бы у них были проблемы с каким-нибудь парнем, отрубающим себе руки и ноги, но я имею в виду женскую грудь! И русалок тоже! Это полный пиздец». MTV Europe демонстрировало видео без цензуры в течение двух недель по причине болезни, и, соответственно, отсутствия официального цензора канала. По истечении этого времени канал пустил в эфир сокращенную версию видео. В более поздней американской версии видео русалки одеты в купальные костюмы.
Эван Соуди из PopMatters описал видео как «странное, но подходящее», а Melody Maker сказала, что оно представляет собой потрясающий «психо-мультфильм». Адриан Гловер из Circus назвал анимацию невероятной, а видео «действительно крутым». Вице-президент MTV по музыке (см. «агент по поиску талантов») Льюис Ларджент сказал Spin: «Вы можете смотреть клип на „Paranoid Android“ сто раз и всё равно не понять всего этого».

## Оформление
Стэнли Донвуд работал с Йорком над оформлением большинства релизов «Paranoid Android», хотя и изображения, и дизайн в конечном счете были приписаны «тупым компьютерам». На иллюстрации к обложке, сопровождающей сингл, изображён нарисованный от руки купол, содержащий фразу «Бог любит своих детей, да!» (англ. God loves his children, yeah!), последнюю строчку песни, написанную вверху на самой верхней плоскости. Снова появляются изображения с обложки OK Computer, в том числе свинья и две человеческие фигуры, пожимающие друг другу руки. Журналист и биограф Radiohead Тим Футман предположил, что эти изображения заимствованы у Pink Floyd, соответствующие одному из их символов — свинье, и обложке альбома Wish You Were Here 1975 года.
Две версии сингла имеют разные надписи на оборотной стороне. Как на CD1, так и на японском релизе указано:
Убить демона, сделанного из мокрых опилок. Такого демона почти невозможно убить, единственный способ сделать это — накрыть его лицо мокрым хлебом и отрубить ему голову карате, иначе у вас будут неприятности, как и у соседей. Демоны из мокрых опилок любят терроризировать. Примечание. Лучше всего работает прижатие его мордочки к мокрому хлебу, лежащему на земле, хотя вы можете добиться результата, просто бросив хлеб ему в морду.
На обратной стороне сингла CD2 написано:
Белый собор в пригородном трущобном городке, два верхних и два нижних дома, от которых остались только асбест и скелеты.

## Выпуск
«При каждом прослушивании этой песни я думал о людях, выполняющих сложную работу на фабриках — например, работающих на токарных станках, — которые получают травмы от шока, вызванного этим».
В то время как басист Колин Гринвуд предположил, что песня «не из тех, что могла бы стать тем прорывом, который ожидали услышать на радио», лейбл Capitol поддержал выбор «Paranoid Android» в качестве ведущего сингла с OK Computer. Radiohead выбрали его с целью подготовить слушателей к музыкальному направлению альбома.
Премьера «Paranoid Android» состоялась в программе The Evening Session на BBC Radio 1 в апреле 1997 года, почти за месяц до выхода сингла. Он был выпущен 26 мая 1997 года. Несмотря на первоначальное отсутствие популярности на радио, сингл занял третью строчку в британском чарте синглов, что стало высшей позицией Radiohead. По мере того, как популярность песни росла, Radio 1 проигрывало её до 12 раз в день. Йорк описал её появление на Radio 1 одним из моментов эпохи OK Computer, которыми он больше всего гордится. Сингл продержался две недели в австралийском чарте синглов ARIA, где достиг 29-го места.
Каждое издание «Paranoid Android» включало в себя одну или несколько сторон «Б» — на CD1, 7-дюймовом виниле и японских релизах сингла присутствует «Polyethylene (Parts 1 & 2)», структурно сильно напоминающая «Paranoid Android». Первая часть песни представляет вокал Йорка, сопровождаемый акустической гитарой, в то время как вторая содержит искажённую гитару и орган и использует сложные изменения музыкального размера. «Pearly*», представленная на CD1 и японском релизе сингла, была описана Йорком как «грязная песня для людей, которые используют секс в грязных целях». «A Reminder», появившаяся на CD2, представляет собой гитару с дисторшн-эффектом, грохот барабанов и электрическое пианино. По словам Йорка, эта песня была вдохновлена «идеей о том, что кто-то пишет песню, отправляет её кому-то и говорит: «„Если я когда-нибудь её забуду, просто возьми трубку и включи эту песню, чтобы напомнить мне“». «Melatonin», также из CD2, представляет собой синтезаторную песню с текстами, похожими на слова колыбельной, но с скрытой угрозой в таких строках, как «Смерть всем, кто стоит на твоем пути». Трек из OK Computer «Let Down» также включён в японский сингл.

## Восприятие
«Paranoid Android» получила признание и в целом положительные отзывы. NME выбрал её в качестве «Сингла недели», а журналист Саймон Уильямс описал, как песня «распласталась, как пухлый мужчина на маленьком диване, демонстрируя всевозможные элементы крипто-фламенко, средневековые завывания, неистово дёргающиеся гитары и восхитительно амбициозные идеи», отметил, что она «обладает одним из самых неортодоксальных «топорных» соло, известных человечеству», и воспринял творение Radiohead как «мало чем отличающееся от „Bohemian Rhapsody“, сыгранной задом наперёд группой вьетнамских ветеранов под кингс-кроссовским крэком». Марк Кемп из Rolling Stone похвалил сочетание акустических и электронных инструментов, позволившее создать «сложные изменения темпа, нотки диссонанса, древнюю хоровую музыку и мелодическую структуру, подобную King Crimson». Дэвид Браун из Entertainment Weekly писал о «небесных вокальных откликах, динамически разнообразных секциях и пронзительном блеянии Тома Йорка». Сайт The A.V. Club назвал песню незабываемой и «потрясающим эпическим синглом».
Несколько рецензентов отметили амбициозность песни. Журнал Slant Magazine описал текст песни как «многосоставный гимн против яппи, амбиции которого совсем не уродливы», а Энди Гилл (The Independent) заявил, что «Paranoid Android» может стать самым амбициозным синглом со времен «MacArthur Park» авторства Джимми Уэбба. Крейг Маклин из The Sydney Morning Herald назвал «Paranoid Android» «титанической гитарной оперой в трёх частях и продолжительностью 6 [с половиной] минут». Эван Соди из PopMatters назвал песню «широким, многоярусным центральным элементом» в контексте OK Computer. В своей книге The Rough Guide to Rock Джонатан и Питер Бакли пишут, что «Paranoid Android» — «захватывающая дух вершина альбома». Стивен Томас Эрлевайн из AllMusic назвал «Paranoid Android» «сложной, многосегментной… плотной, мелодичной и мускулистой» и сказал, что песня демонстрирует Radiohead в их самом авантюрном проявлении. Д. Браун (Entertainment Weekly) признал, что, отчасти из-за «Paranoid Android», OK Computer был гораздо более экспансивным, чем предыдущая работа группы — The Bends.
Журнал Rolling Stone поместил песню на 257-е место в своём списке «500 величайших песен всех времен» (вариация 2004 года), а в списке 200 лучших треков 1990-х по версии Pitchfork она заняла четвёртое место. В 2019 году American Songwriter поставил песню на третье место в своём списке 20 величайших песен Radiohead, а The Guardian, год спустя, — на первое (40 величайших песен).

## Список композиций
Все песни были написаны Томом Йорком, Джонни Гринвудом, Эдом О'Брайеном, Колином Гринвудом и Филипом Селуэем.
CD 1
1. Paranoid Android — 6:27
2. Polyethylene Parts 1 & 2 — 4:23
3. Pearly* — 3:34

CD 2
1. Paranoid Android — 6:27
2. A Reminder — 3:52
3. Melatonin — 2:08

7"
1. Paranoid Android
2. Polyethylene Parts 1 & 2

CD (Япония)
1. Paranoid Android — 6:26
2. Polyethylene Parts 1 & 2 — 4:22
3. Pearly* — 3:33
4. Let Down — 4:59

## Участники записи
| Radiohead - Том Йорк - Джонни Гринвуд - Эд О'Брайен - Колин Гринвуд - Фил Селуэй | Дополнительный персонал - Найджел Годрич — продюсирование, инжиниринг - Стэнли Донвуд — иллюстрирование |

## Чарты
| Чарт (1997)                                | Высшая позиция |
| ------------------------------------------ | -------------- |
| Австралия (ARIA)                           | 29             |
| Бельгия/Фландрия (Ultratip Bubbling Under) | 15             |
| Великобритания (OCC UK Singles)            | 3              |
| Европа (Eurochart Hot 100)                 | 9              |
| Ирландия (IRMA)                            | 4              |
| Исландия (Íslenski listinn)                | 4              |
| Нидерланды (Single Top 100)                | 61             |
| Нидерланды (Dutch Top 40 Tipparade)        | 5              |
| Швеция (Sverigetopplistan)                 | 53             |
| Шотландия (OCC Scotland)                   | 2              |

| Чарт (1997)                         | Позиция |
| ----------------------------------- | ------- |
| Исландия (Íslenski Listinn Topp 40) | 23      |
| Великобритания (OCC)                | 80      |

| Чарт (2001)                | Позиция |
| -------------------------- | ------- |
| Канада (Nielsen SoundScan) | 193     |

## Сертификации
| Регион                                                                      | Сертификация | Продажи |
| --------------------------------------------------------------------------- | ------------ | ------- |
| Канада (Music Canada)                                                       | Золотой      | 40 000  |
| Великобритания (BPI)                                                        | Золотой      | 400 000 |
| Данные о продажах + прослушиваниях приведены только на основе сертификации. |              |         |